# Alessandro Grazioli
Alessandro Grazioli (* 16. Oktober 1770 in Venedig; † 12. August 1834 ebenda) war ein italienischer Organist und Komponist der Klassik.

## Leben und Wirken
Alessandro Grazioli war der Sohn des Organisten und Komponisten Giovanni Battista Grazioli. Man übertrug ihm nach dem Tod des Vaters die Stelle des zweiten Organisten am Markusdom. Diesen Posten hatte er von 1820 bis 1833 inne.
Als Komponist hinterließ Grazioli hauptsächlich geistliche Musik und Orgelwerke, aber auch 3 Sonaten für Tasteninstrument und Violine Op. 1 und einige Sinfonien, die unter dem Einfluss der Wiener Klassiker und der italienischen Opernouvertüre des frühen 19. Jahrhunderts stehen.

## Einspielungen
- 21 Orgelsonaten (2002, Label Tactus,tc770701)